# Élections municipales de 2021 dans Rouville
Pour un article plus général, voir Élections municipales de 2021 en Montérégie.
Cet article concerne les élections municipales de 2021 en Montérégie dans la municipalité régionale de comté de Rouville.

## Ange-Gardien
|             | Élection (2017)                                                                            | Dissolution (2021)                                                                         | Élection (2021)                                                                       |
| Maire       | Yvan Pinsonneault                                                                          | Yvan Pinsonneault                                                                          | Yvan Pinsonneault                                                                     |
| Conseillers | Rhéal Grenier Éric Ménard Jonathan Alix Charles Choquette Benoît Pépin Guillaume Desnoyers | Rhéal Grenier Éric Ménard Jonathan Alix Charles Choquette Benoît Pépin Guillaume Desnoyers | Rhéal Grenier Éric Ménard Jonathan Alix Charles Choquette Benoît Pépin Marie-Ève Goos |

| Candidats pour la mairie    | Vote            | %               |
| --------------------------- | --------------- | --------------- |
| Yvan Pinsonneault (Sortant) | Sans opposition | Sans opposition |

| Candidats conseiller #1 | Vote            | %               |
| ----------------------- | --------------- | --------------- |
| Rhéal Grenier (Sortant) | Sans opposition | Sans opposition |

| Candidats conseiller #2 | Vote            | %               |
| ----------------------- | --------------- | --------------- |
| Éric Ménard (Sortant)   | Sans opposition | Sans opposition |

| Candidats conseiller #3 | Vote            | %               |
| ----------------------- | --------------- | --------------- |
| Jonathan Alix (Sortant) | Sans opposition | Sans opposition |

| Candidats conseiller #4     | Vote            | %               |
| --------------------------- | --------------- | --------------- |
| Charles Choquette (Sortant) | Sans opposition | Sans opposition |

| Candidats conseiller #5 | Vote            | %               |
| ----------------------- | --------------- | --------------- |
| Benoit Pepin (Sortant)  | Sans opposition | Sans opposition |

| Candidats district #6 | Vote | %     |
| --------------------- | ---- | ----- |
| Marie-Ève Goos        | 55   | 47,83 |
| Geneviève Lavoie      | 39   | 33,91 |
| François Brisson      | 21   | 18,26 |

## Marieville
|             | Élection (2017)                                                                                   | Dissolution (2021)                                                                                    | Élection (2021)                                                                                      |
| Maire       | Caroline Gagnon                                                                                   | Caroline Gagnon                                                                                       | Caroline Gagnon                                                                                      |
| Conseillers | Sylvain Lapointe Geneviève Létourneau Cynthia Vallée Monic Paquette Louis Bienvenu Gilbert Lefort | Sylvain Lapointe Geneviève Létourneau Marc-André Sévigny Monic Paquette Louis Bienvenu Gilbert Lefort | David Jourdain Geneviève Létourneau Marc-André Sévigny Martin Paquette Louis Bienvenu Gilbert Lefort |

| Candidats pour la mairie   | Vote            | %               |
| -------------------------- | --------------- | --------------- |
| Caroline Gagnon (Sortante) | Sans opposition | Sans opposition |

| Candidats District 1       | Vote | %     |
| -------------------------- | ---- | ----- |
| David Jourdain             | 146  | 59,35 |
| Sylvain Lapointe (Sortant) | 100  | 40,65 |

| Candidats District 2            | Vote            | %               |
| ------------------------------- | --------------- | --------------- |
| Geneviève Létourneau (Sortante) | Sans opposition | Sans opposition |

| Candidats District 3         | Vote            | %               |
| ---------------------------- | --------------- | --------------- |
| Marc-André Sévigny (Sortant) | Sans opposition | Sans opposition |

| Candidats District 4 | Vote            | %               |
| -------------------- | --------------- | --------------- |
| Martin Paquette      | Sans opposition | Sans opposition |

| Candidats District 5     | Vote            | %               |
| ------------------------ | --------------- | --------------- |
| Louis Bienvenu (Sortant) | Sans opposition | Sans opposition |

| Candidats District 6     | Vote            | %               |
| ------------------------ | --------------- | --------------- |
| Gilbert Lefort (Sortant) | Sans opposition | Sans opposition |

- Démission de Caroline Gagnon, mairesse, en le 21 juillet 2023 après avoir accepté un emploi de professeure en Angleterre[1],[2]. Louis Bienvenu, conseiller district 5, exerce la fonction de maire suppléant pendant l'intérim[2].

- Démission de Gilbert Lefort, conseiller district #6, en août 2023 pour se présenter comme candidat à la mairie lors de l'élection partielle[3].

- Élection de Vincent Després au poste de maire et de Véronique Côté au poste de conseiller du district #6 le 29 octobre 2023[4].

| Candidats pour la mairie                  | Vote  | %     |
| ----------------------------------------- | ----- | ----- |
| Vincent Després                           | 1 252 | 71,58 |
| Gilbert Lefort (sortant d'un autre poste) | 497   | 28,42 |
| Votes rejetées                            | 10    |       |
| Taux de participation                     |       | 20,36 |

| Candidats District 6  | Vote | %     |
| --------------------- | ---- | ----- |
| Véronique Côté        | 249  | 76,38 |
| Geneviève Huneault    | 77   | 23,62 |
| Votes rejetées        | 8    |       |
| Taux de participation |      | 23,60 |

## Richelieu
|             | Élection (2017)                                                                                 | Dissolution (2021)                                                                              | Élection (2021)                                                                             |
| Maire       | Jacques Ladouceur                                                                               | Jacques Ladouceur                                                                               | Claude Gauthier                                                                             |
| Conseillers | Stéphane Bérard Jo-Ann Quérel Claude Gauthier Tania Ann Blanchette Michel Filteau Bruno Gattuso | Stéphane Bérard Jo-Ann Quérel Claude Gauthier Tania Ann Blanchette Jacques Darche Bruno Gattuso | Luc Bélanger Jo-Ann Quérel Lucie Marchand Tania Ann Blanchette Jacques Darche Bruno Gattuso |

| Candidats pour la mairie                   | Vote            | %               |
| ------------------------------------------ | --------------- | --------------- |
| Claude Gauthier (Sortant d'un autre poste) | Sans opposition | Sans opposition |

| Candidats district #1 | Vote            | %               |
| --------------------- | --------------- | --------------- |
| Luc Bélanger          | Sans opposition | Sans opposition |

| Candidats district #2    | Vote | %     |
| ------------------------ | ---- | ----- |
| Jo-Ann Quérel (Sortante) | 82   | 59,85 |
| Martine Brouillette      | 55   | 40,15 |

| Candidats district #3 | Vote            | %               |
| --------------------- | --------------- | --------------- |
| Lucie Marchand        | Sans opposition | Sans opposition |

| Candidats district #4           | Vote            | %               |
| ------------------------------- | --------------- | --------------- |
| Tania Ann Blanchette (Sortante) | Sans opposition | Sans opposition |

| Candidats conseiller #5  | Vote            | %               |
| ------------------------ | --------------- | --------------- |
| Jacques Darche (Sortant) | Sans opposition | Sans opposition |

| Candidats district #6   | Vote            | %               |
| ----------------------- | --------------- | --------------- |
| Bruno Gattuso (Sortant) | Sans opposition | Sans opposition |

## Rougemont
|             | Élection (2017)                                                               | Dissolution (2021)                                                            | Élection (2021)                                                                 |
| Maire       | Michel Arseneault                                                             | Michel Arseneault                                                             | Guy Adam                                                                        |
| Conseillers | Jeannot Alix Marielle Farley Éric Fortin Mario Côté Pierre Dion Bruno Despots | Jeannot Alix Marielle Farley Éric Fortin Mario Côté Pierre Dion Bruno Despots | Jeannot Alix Marielle Farley Éric Fortin Mario Côté Pierre Dion Isabelle Robert |

| Taux de participation :                | Taux de participation :                | Taux de participation :                | Taux de participation :                | Taux de participation :                | 26,7 % |
| Nombre de votes valides :              | Nombre de votes valides :              | Nombre de votes valides :              | Nombre de votes valides :              | Nombre de votes valides :              | 588    |
| Nombre de votes rejetées à la mairie : | Nombre de votes rejetées à la mairie : | Nombre de votes rejetées à la mairie : | Nombre de votes rejetées à la mairie : | Nombre de votes rejetées à la mairie : | 12     |
| Nombre d'électeurs inscrits :          | Nombre d'électeurs inscrits :          | Nombre d'électeurs inscrits :          | Nombre d'électeurs inscrits :          | Nombre d'électeurs inscrits :          | 2 246  |

| Candidats pour la mairie | Vote | %     |
| ------------------------ | ---- | ----- |
| Guy Adam                 | 448  | 76,19 |
| Frédérick Leroux         | 140  | 23,81 |

| Candidats district #1  | Vote            | %               |
| ---------------------- | --------------- | --------------- |
| Jeannot Alix (Sortant) | Sans opposition | Sans opposition |

| Candidats district #2      | Vote            | %               |
| -------------------------- | --------------- | --------------- |
| Marielle Farley (Sortante) | Sans opposition | Sans opposition |

| Candidats district #3 | Vote            | %               |
| --------------------- | --------------- | --------------- |
| Éric Fortin (Sortant) | Sans opposition | Sans opposition |

| Candidats district #4 | Vote            | %               |
| --------------------- | --------------- | --------------- |
| Mario Côté (Sortant)  | Sans opposition | Sans opposition |

| Candidats district #5 | Vote            | %               |
| --------------------- | --------------- | --------------- |
| Pierre Dion (Sortant) | Sans opposition | Sans opposition |

| Candidats district #6 | Vote | %     |
| --------------------- | ---- | ----- |
| Isabelle Robert       | 79   | 61,24 |
| Ann Rémillard         | 50   | 38,76 |

- Décès de Jeannot Alix, conseiller #1, le 25 avril 2022[5].

- Décès de Mario Côté, conseiller #4, le 2 mai 2022[5].

- Élection de Sylvain Dansereau au poste de conseiller #1 et élection sans opposition de Marie-Danielle Trudel au poste de conseillère #4[6].

| Candidats district #1 | Vote     | %     |
| --------------------- | -------- | ----- |
| Sylvain Dansereau     | 51       | 80,95 |
| François Chagnon      | 12       | 19,05 |
| Bulletins rejetés     | 0        |       |
| Taux de participation | 63 / 333 | 18,92 |

| Candidats district #4 | Vote            | %               |
| --------------------- | --------------- | --------------- |
| Marie-Danielle Trudel | Sans opposition | Sans opposition |

## Saint-Césaire
|             | Élection (2017)                                                                                | Dissolution (2021)                                                                             | Élection (2021)                                                                   |
| Maire       | Guy Benjamin                                                                                   | Guy Benjamin                                                                                   | Guy Benjamin                                                                      |
| Conseillers | Joanie Généreux Michel Denicourt André Deschamps Jacques Bienvenue Gilbert Viens Denis Chagnon | Joanie Généreux Michel Denicourt André Deschamps Jacques Bienvenue Gilbert Viens Denis Chagnon | Joanie Généreux Michel Denicourt Michel Deschamps Jacques Bienvenue Denis Chagnon |

| Candidats pour la mairie | Vote            | %               |
| ------------------------ | --------------- | --------------- |
| Guy Benjamin (Sortant)   | Sans opposition | Sans opposition |

| Candidats District #1      | Vote            | %               |
| -------------------------- | --------------- | --------------- |
| Joanie Généreux (Sortante) | Sans opposition | Sans opposition |

| Candidats District #2      | Vote            | %               |
| -------------------------- | --------------- | --------------- |
| Michel Denicourt (Sortant) | Sans opposition | Sans opposition |

| Candidats District #3 | Vote | %     |
| --------------------- | ---- | ----- |
| Michel Deschamps      | 190  | 65,52 |
| Nathalie Jean         | 100  | 34,48 |

| Candidats District #4       | Vote            | %               |
| --------------------------- | --------------- | --------------- |
| Jacques Bienvenue (Sortant) | Sans opposition | Sans opposition |

| Candidats District #5   | Vote | %     |
| ----------------------- | ---- | ----- |
| Claudie Létourneau      | 158  | 80,20 |
| Gilbert Viens (Sortant) | 39   | 19,80 |

| Candidats District #6   | Vote            | %               |
| ----------------------- | --------------- | --------------- |
| Denis Chagnon (Sortant) | Sans opposition | Sans opposition |

## Saint-Mathias-sur-Richelieu
|             | Élection (2017)                                                                                  | Dissolution (2021)                                                                | Élection (2021)                                                                                           |
| Maire       | Jocelyne G. Deswarte                                                                             | Jocelyne G. Deswarte                                                              | Sylvain Casavant                                                                                          |
| Conseillers | Steve Bruneau-Collard Daniel Tétrault Jacques Lépine Jean Rioux Maxime Labrie Marjolaine Godbout | Vacant Daniel Tétrault Jacques Lépine Jean Rioux Maxime Labrie Marjolaine Godbout | Natacha Garneau-Tremblay Karine Potvin Valéry Casavant Martin Loiselle Pierre-Yves Viens Ghislain Bernard |

| Partis | Partis                             | Candidats pour la mairie | Vote            | %               |
| ------ | ---------------------------------- | ------------------------ | --------------- | --------------- |
|        | OPTION CITOYENNE - ÉQUIPE CASAVANT | Sylvain Casavant         | Sans opposition | Sans opposition |

| Partis | Partis                             | Candidats conseiller #1  | Vote            | %               |
| ------ | ---------------------------------- | ------------------------ | --------------- | --------------- |
|        | OPTION CITOYENNE - ÉQUIPE CASAVANT | Natacha Garneau-Tremblay | Sans opposition | Sans opposition |

| Partis | Partis                             | Candidats conseiller #2 | Vote            | %               |
| ------ | ---------------------------------- | ----------------------- | --------------- | --------------- |
|        | OPTION CITOYENNE - ÉQUIPE CASAVANT | Karine Potvin           | Sans opposition | Sans opposition |

| Partis | Partis                             | Candidats conseiller #3 | Vote            | %               |
| ------ | ---------------------------------- | ----------------------- | --------------- | --------------- |
|        | OPTION CITOYENNE - ÉQUIPE CASAVANT | Valéry Casavant         | Sans opposition | Sans opposition |

| Partis | Partis                             | Candidats conseiller #4   | Vote | %     |
| ------ | ---------------------------------- | ------------------------- | ---- | ----- |
|        | OPTION CITOYENNE - ÉQUIPE CASAVANT | Martin Loiselle           | 483  | 68,32 |
|        | Indépendant                        | Daniel Tétrault (Sortant) | 224  | 31,68 |

| Partis | Partis                             | Candidats conseiller #5               | Vote | %     |
| ------ | ---------------------------------- | ------------------------------------- | ---- | ----- |
|        | OPTION CITOYENNE - ÉQUIPE CASAVANT | Pierre-Yves Viens                     | 446  | 62,99 |
|        | Indépendant                        | Jean Rioux (Sortant d'un autre poste) | 262  | 37,01 |

| Partis | Partis                             | Candidats conseiller #6 | Vote            | %               |
| ------ | ---------------------------------- | ----------------------- | --------------- | --------------- |
|        | OPTION CITOYENNE - ÉQUIPE CASAVANT | Ghislain Bernard        | Sans opposition | Sans opposition |

## Saint-Paul-d'Abbotsford
|             | Élection (2017)                                                                                         | Dissolution (2021)                                                                                      | Élection (2021)                                                                                    |
| Maire       | Robert Vyncke                                                                                           | Robert Vyncke                                                                                           | Robert Vyncke                                                                                      |
| Conseillers | Mario Blanchard Mario Larochelle Robert Marshall Pierre Pelletier Mélanie Duchesneau Christian Riendeau | Mario Blanchard Mario Larochelle Robert Marshall Pierre Pelletier Mélanie Duchesneau Christian Riendeau | Mario Blanchard Mario Larochelle Jocelyn Jutras Pierre Pelletier Chantal Benoit Christian Riendeau |

| Candidats pour la mairie | Vote            | %               |
| ------------------------ | --------------- | --------------- |
| Robert Vyncke (Sortant)  | Sans opposition | Sans opposition |

| Candidats conseiller #1   | Vote            | %               |
| ------------------------- | --------------- | --------------- |
| Mario Blanchard (Sortant) | Sans opposition | Sans opposition |

| Candidats conseiller #2    | Vote | %     |
| -------------------------- | ---- | ----- |
| Mario Larochelle (Sortant) | 311  | 51,92 |
| Dominique Rivard           | 288  | 48,08 |

| Candidats conseiller #3 | Vote            | %               |
| ----------------------- | --------------- | --------------- |
| Jocelyn Jutras          | Sans opposition | Sans opposition |

| Candidats conseiller #4 | Vote | %     |
| ----------------------- | ---- | ----- |
| Pierre Pelletier        | 358  | 59,57 |
| Mélanie Brodeur         | 243  | 40,43 |

| Candidats conseiller #5 | Vote | %     |
| ----------------------- | ---- | ----- |
| Chantal Benoit          | 307  | 51,00 |
| Vito Racanelli          | 295  | 49,00 |

| Candidats conseiller #6      | Vote | %     |
| ---------------------------- | ---- | ----- |
| Christian Riendeau (Sortant) | 397  | 65,95 |
| Steve Beauregard             | 205  | 34,05 |

## Sainte-Angèle-de-Monnoir
|             | Élection (2017)                                                                                 | Dissolution (2021)                                  | Élection (2021)                                                                              |
| Maire       | Denis Paquin                                                                                    | Denis Paquin                                        | Denis Paquin                                                                                 |
| Conseillers | Mathieu Bélanger Hélène Laliberté Marc-André Viens Claude Gingras Marcel Boulay Nicolas Beaulne | Vacant Claude Gingras Marcel Boulay Nicolas Beaulne | Michel-F. Vézina Isabelle Sévigny Johanne Lacourse Marcel Boulay Lise Dufour Nicolas Beaulne |

| Candidats pour la mairie | Vote            | %               |
| ------------------------ | --------------- | --------------- |
| Denis Paquin (Sortant)   | Sans opposition | Sans opposition |

| Candidats conseiller #1 | Vote            | %               |
| ----------------------- | --------------- | --------------- |
| Michel-F. Vézina        | Sans opposition | Sans opposition |

| Candidats conseiller #2 | Vote            | %               |
| ----------------------- | --------------- | --------------- |
| Isabelle Sévigny        | Sans opposition | Sans opposition |

| Candidats conseiller #3 | Vote            | %               |
| ----------------------- | --------------- | --------------- |
| Johanne Lacourse        | Sans opposition | Sans opposition |

| Candidats conseiller #4                | Vote            | %               |
| -------------------------------------- | --------------- | --------------- |
| Marc Boulay (Sortant d'un autre poste) | Sans opposition | Sans opposition |

| Candidats conseiller #5 | Vote            | %               |
| ----------------------- | --------------- | --------------- |
| Lise Dufour             | Sans opposition | Sans opposition |

| Candidats conseiller #6   | Vote            | %               |
| ------------------------- | --------------- | --------------- |
| Nicolas Beaulne (Sortant) | Sans opposition | Sans opposition |

- Démission de Nicolas Beaulne, conseiller #6, avant le 7 février 2023[7].

- Élection d'Étienne Decelles au poste de conseiller #6 le 4 juin 2023[8].

| Candidats conseiller #6 | Vote        | %           |
| ----------------------- | ----------- | ----------- |
| Étienne Decelles        | 93          | 54,71       |
| Nathalie Lépine         | 28          | 16,47       |
| Bernard Petit           | 25          | 14,71       |
| Martin Houle            | 24          | 14,12       |
| Caroline Channell       | Désistement | Désistement |
| Bulletins rejetés       | 3           |             |
| Taux de participation   | 173 / 1 399 | 12,37       |